# Kvívík
Kvívík is een dorp dat behoort tot de gemeente Kvívíkar in het westen van het eiland Streymoy op de Faeröer. Kvívík heeft 367 inwoners. De postcode is FO 340.
Kvívík ligt aan beide zijden van een smalle baai. Het riviertje Stórá, wat een beetje misleidend Grote rivier betekent in het Faeröers, stroomt door Kvívík. Het dorp is een van de oudste bewoonde plaatsen van de Faeröer en archeologische opgravingen hebben restanten van een Vikingnederzetting blootgelegd.

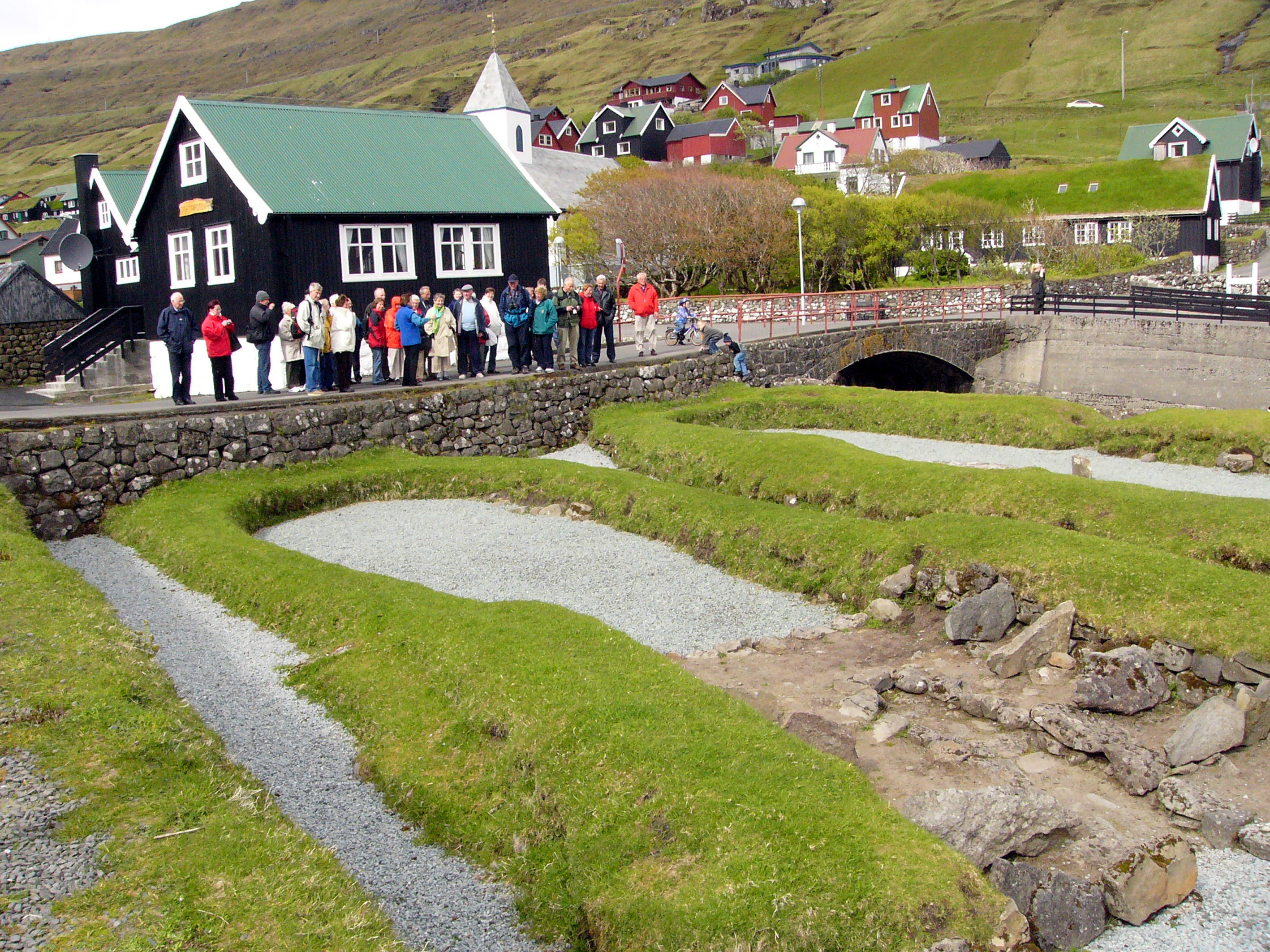
Restanten van een Vikingnederzetting in Kvívík